# Музејска јединица Оџаци
Музејска јединица у Оџацима основана је у новембру 1980. године из дотадашње Археолошке секције југозападне Бачке. На тај начин је аматерска збирка подигнута на ниво музејске јединице. До 1990. године Збирка се налазила у саставу Народног универзитета „Оџаци”, када прелази у састав у Народне библиотеке ”Бранко Радичевић”, где се и данас налази. Комплексног је типа и завичајног карактера, са археолошком, историјском и етнографском збирком. Стална поставка је археолошка и на њој се могу видети предмети из раног неолита, са локалитета Доња Брањевина, као и из других периода. Надалеко чувена статуа ”Црвенокоса богиња”, која у себи сједињује симболе женске и мушке плодности, настала пре више од 7000 година, чува се у трезору банке, док је на поставци копија.

## Одељења
У свом саставу има два одељења: Археолошко одељење и Историјско одељење.

### Археолошко одељење
Археолошко одељење Музејске јединице у Оџацима располаже са преко 4000 предмета и неколико десетина хиљада комада студијског материјала. Већина припада збирци Доња Брањевина која обухвата углавном ранонеолитски материјал изузетне вредности. У најзначајније експонате сврставају се: фигурина Црвенокосе богиње и посуде са белокапљичастим орнаментима, јединствене из ове епохе. Велики број археолошких локалитета на територији општине Оџаци, са материјалом у распону од неолита до раног средњег века, истражен је тек делимично и показује континуитет људских станишта на нашем подручју. Богатство керамичког, коштаног материјала, камене пластике, декоративних фрагмената женских и мушких и коњичке опреме, део су изузетно драгоцених фондова Археолошког одељења.

### Историјско одељење
Историјско одељење Музејске јединице обухвата материјал од XVI до краја XX века подељен у збирке: Турско доба, Оџаци пре Првог светског рата, Оџаци између два Светска рата, колонизација, школство етц. Броји преко 500 предмета различите провенијенције, врсте материјала, степена очуваности и старости. Музејски материјал покрива свих 9 места наше општине. Најстарије музеалије су из турског доба (фрагменти грнчарије насеља са подручја данашњег места Оџаци), док већина предмета потиче из XIX века. Посебно значајна је збирка факсимила архивалија из XVIII века која историографски покрива све најзначајније догађаје везане за прошлост општине Оџаци.